# Hengoat

Hengoat este o comună în departamentul  Côtes-d'Armor, Franța. În 1 ianuarie 2018 avea o populație de 214 de locuitori.